# Faustino Barreda
Faustino Barreda y Pérez (5 de diciembre de 1831; El Puerto de Santa María, España-Ibidem; 30 de junio de 1890) fue un capitán de fragata y coronel español.  

## Biografía
Faustino Barreda Pérez nació el 5 de diciembre de 1831 en el El Puerto de Santa María. Hijo de José Antonio Barreda Ortiz de Zarate empresario y hacendado, y Eusebia Perez Couto. Hermano de José Francisco Barreda y Pérez, alcalde —en ese entonces— de El Puerto de Santa María y del comandante y capitán de fragata Emilio Barreda. También fue tío del Almirante Francisco Barreda Miranda y del capitán de navío José Barreda Miranda. También fue familiar del almirante general Blas de la Barreda.

## Trayectoria militar
Barreda ingresó a los 14 años, en el año 1845, a la Escuela Naval Militar —de San Fernando en esa época— junto a su hermano Emilio Barreda y finalizó sus estudios en la misma en el año 1851. En 1861 estuvo a cargo y fue designado comandante de la Goleta Guadiana mientras se encontraba en construcción.
Se destacó por primera vez en la guerra de los diez años, el primero de los conflictos por la Independencia de Cuba. Allí, en 1867, le escribió al capitán británico John D. McCrea resumiéndole los eventos que se manifestaban en el océano Atlántico tras la insurrección cubana. En marzo de 1869, Faustino, encabezó el rescate del buque Comanditario que había sido apresado por insurgentes cubanos y lo condujo de regreso hacia La Habana. En 1870, el Ministerio de la Marina española le otorgó la condecoración de la Cruz de San Hermenegildo por sus años de servicio a la Marina Española.
A mediados del año 1873 formó parte del Combate naval de Portmán - Cabo de Agua comandada por Miguel Lobo y Malagamba, desempeñándose de una manera destacada liberando y llevando a la a la fragata Diana, la cual se encontraba apresada por cantonalistas, desde el río Guadalquivir hasta el Arsenal de la Carraca. Posteriormente, destacó en la defensa de La Carraca sofocando la revolución cantonal en Puerto Real, Jerez y El Puerto de Santa María, motivo por el que recibe una medalla al mérito militar y el nombramiento de Benemérito de la Patria.

“En la hoja de servicios de ese jefe tal vez no aparezca con todo el inmenso valor que en realidad tiene su mando de la corbeta Diana, durante las tristísimas circunstancias del levantamiento cantonal, ni se defina en ella, cómo el espíritu militar de ese jefe, del Capitán de Fragata D. Faustino Barreda, secundado por dignísimos oficiales, pudo salvar ese buque desde el rio de Sevilla, en que debió de quedar prisionero, y recalar en La Carraca, donde eficazmente contribuyó a la defensa de aquel arsenal”
Ministerio General de la Marina 

Entre 1877 y 1880 se encargó de los transportes de hélices comandando el vapor mercante San Quintín. En sus últimos años, precisamente en diciembre de 1881, fue designado comandante de la fragata África.

## Galería de condecoraciones
| |
| Placa de la Orden de Carlos III otorgada a Barreda, máxima condecoración por su trayectoria en la armada |

|                                                                           |
| Orden de Isabel la Católica otorgada a Barreda por su trayectoria militar |

|                                                                                          |
| Cruz de San Hermenegildo otorgada a Barreda por sus años brindados a la Marina Española. |